# Свелен, Франк
Франк Марсель Жерар Свелен (фр. Frank Marcel Gerard Swaelen, 23 марта 1930, Антверпен, Бельгия — 23 декабря 2007, там же) — бельгийский государственный деятель, президент Сената Бельгии (1988—1999).

## Биография
Получил высшее юридическое образование в Лёвенском католическом университете. С 1956 по 1966 гг. — генеральный секретарь Конфедерации национальных ассоциаций христианских родителей. На этом посту принимал активное участия в обсуждениях, которые привели к принятию Школьного пакта. В 1964—1966 гг. являлся национальным председателем молодежной организации Социально-христианская партии (СХП). В 1968 г. был избран в состав Палаты представителей бельгийского парламента от СХП. В 1966−1976 гг. — генеральный политический секретарь СХП.
С 1971 по 1988 гг. являлся мэром города Хоув. В 1980—1981 гг. — министр обороны Бельгии, подал в отставку, чтобы возглавить СХП, позже переименованную в Христианских демократов и фламандцев. Возглавлял партию до 1988 г.
В 1985 г. вошел в состав Сената, с 1988 по 1999 гг. являлся его президентом. С 1994 по 1996 гг. являлся председателем Парламентской ассамблеи ОБСЕ.
В 1995 г. король присвоил ему почетный титул государственного министра.
В 1999 г. принял решение об уходе из политики.

## Награды и звания
- Большой крест ордена Леопольда I (1999).
- Кавалер Большого Креста ордена Короны (1995).
- Кавалер Большого Креста ордена Леопольда II (1991).
- Кавалер Большого Креста ордена Дубовой короны (Люксембург).
- Кавалер Большого Креста ордена Бернардо О’Хиггинс (Чили).
- Кавалер Большого Креста ордена «За заслуги перед Федеративной Республикой Германия»
- Кавалер Большого Креста I степени Почётного знака «За заслуги перед Австрийской Республикой».